# 극장판 도라에몽: 진구와 초록거인전
《극장판 도라에몽: 진구와 초록거인전》(映画ドラえもん のび太と緑の巨人伝)는 2008년 3월 8일에 개봉된 28번째 도라에몽 극장판(신 도라에몽을 기준으로 하면 3번째)으로, 이전 극장판을 리메이크한 것이 아닌 첫 오리지널 극장판이다. 2015년 5월 1일에 애니원에서 방송되었다.

## 배경
이 극장판의 줄거리는 도라에몽 26권 '산은 내 친구'와 33권 '나무돌이 안녕'을 기초로 하여 만든 것이다. 이 극장판의 경우 리메이크작은 아니나, '키보(キー坊. 한국명: 나무돌이, 나돌이.)'는 1992년작인 '도라에몽 노비타와 구름의 왕국'에서 이미 등장했었다. 하지만 오오야마 성우진판과 세계관이 다르니 그냥 넘어가도 된다. 이 극장판의 표어는 '우리들의 희망이 미래를 움직인다.(僕らの希望が未来を動かす.)' 인데, 여기서도 '키보'라는 발음의 희망(希望)이란 말이 언급돼 있는 것을 볼 수 있다.

## 단행본
이 극장판은 오카다 야스노리(岡田康則)에 의해 그려져 월간 코로코로 코믹 2008년 2월호에서 3월호까지 연재되었으며, 그 후에 단행본으로 출간될 것으로 보인다.

## 게임
4번째 '세가=도라에몽' 프로젝트로, 닌텐도 DS용으로 발매될 이번 액션/어드벤처 장르의 '도라에몽: 진구와 초록거인전 DS (ドラえもん のび太と緑の巨人伝 DS)은 2008년 3월 6일에 발매되었다.

## 표어
- 우리들의 희망이 미래를 움직인다. (僕らの希望が未来を動かす.)
- DORAEMON THE FUTURE 2008

## 등장 인물
키보
리레
성우 : 호리키타 마키

## 주제가
- 아야카(絢香)의 손을 잡자(手をつなごう).